# Peter Stein (Semitist)
Peter Stein (* 1970 in Dresden) ist ein deutscher Semitist.

## Leben
Nach einer Berufsausbildung zum Werkzeugmacher studierte er von 1992 bis 1998 Altorientalistik, semitische Philologie und evangelische Theologie in Jena und Jerusalem. 2002 wurde er in Jena im Fach Semitische Philologie promoviert. Von 2002 bis 2010 arbeitete er als wissenschaftlicher Mitarbeiter am Lehrstuhl für Semitische Philologie und Islamwissenschaft der Friedrich-Schiller-Universität Jena, wo er sich 2009 im Fach Semitistik habilitierte. 2010 erhielt er ein Heisenberg-Stipendium der Deutschen Forschungsgemeinschaft. Seit April 2011 lehrt er als Dozent für Althebräisch und semitische Sprachen an der Ev.-Theologischen Fakultät der Universität Jena und an der Kath.-Theologischen Fakultät der Universität Erfurt. Im Dezember 2017 wurde ihm der Titel außerplanmäßiger Professor für Semitistik durch die Friedrich-Schiller-Universität Jena verliehen.
Seine Forschungstätigkeit umfasst die Sprachen, Schriften und Kulturen auf der Arabischen Halbinsel in vorislamischer Zeit, mit Schwerpunkten im Altsüdarabischen und Aramäischen.

## Schriften (Auswahl)
- Die mittel- und neubabylonischen Königsinschriften bis zum Ende der Assyrerherrschaft. Grammatische Untersuchungen (= Jenaer Beiträge zum Vorderen Orient. Band 3). Harrassowitz, Wiesbaden 2000, ISBN 3-447-04318-0 (zugleich Magisterarbeit, Jena 1998).
- Untersuchungen zur Phonologie und Morphologie des Sabäischen (= Epigraphische Forschungen auf der Arabischen Halbinsel. Band 3). Leidorf, Rahden 2003, ISBN 3-89646-683-6 (zugleich Dissertation, Jena 2003).
- Die altsüdarabischen Minuskelinschriften auf Holzstäbchen aus der Bayerischen Staatsbibliothek in München. Band 1: Die Inschriften der mittel- und spätsabäischen Periode (= Epigraphische Forschungen auf der Arabischen Halbinsel. Band 5). 2 Teilbände, Wasmuth, Tübingen/Berlin 2010, ISBN 978-3-8030-2200-4 (zugleich Habilitationsschrift, Jena 2009).
- Lehrbuch der sabäischen Sprache. 2. Teil: Chrestomathie (= Subsidia et Instrumenta Linguarum Orientis. Band 4,2). Harrassowitz, Wiesbaden 2012, ISBN 978-3-447-06768-3.
- Lehrbuch der sabäischen Sprache. 1. Teil: Grammatik (= Subsidia et Instrumenta Linguarum Orientis. Band 4,1). Harrassowitz, Wiesbaden 2013, ISBN 978-3-447-10026-7.
- mit Abraham J. Drewes und Jacques Ryckmans: Les inscriptions sudarabes sur bois dans la collection de l’Oosters Instituut conservée dans la bibliothèque universitaire de Leiden. Texte révisé et adapté par Peter Stein. Edité par Peter Stein et Harry Stroomer. Harrassowitz, Wiesbaden 2016, ISBN 3-447-10589-5.
- als Herausgeber: Hebräische Schrift zwischen Juden- und Christentum in Mittelalter und früher Neuzeit. Beiträge zur 45. Internationalen Hebräischlehrerkonferenz (IÖKH) vom 8. bis 10. Mai 2015 in Erfurt (= Kleine Untersuchungen zur Sprache des Alten Testaments und seiner Umwelt. Band 21). Hartmut Spenner, Kamen 2016, ISBN 978-3-89991-179-4.
- als Herausgeber mit Manfred Krebernik, Sarah Köhler und Kai Lämmerhirt: Hilprecht-Sammlung vorderasiatischer Altertümer. Frau Professor Hilprecht Collection of Babylonian Antiquities. Friedrich-Schiller-Universität, Jena 2017, ISBN 978-3-9818697-2-9.
- Die altsüdarabischen Minuskelinschriften auf Holzstäbchen aus der Bayerischen Staatsbibliothek in München. Band 2: Die altsabäischen und minäischen Inschriften. Mit einem Anhang: Unbeschriftete Objekte und Fälschungen (= Epigraphische Forschungen auf der Arabischen Halbinsel. Band 10). Reichert, Wiesbaden 2023, ISBN 978-3-7520-0704-6.